# 侠盗猎车手2
《俠盜獵車手2》（又译作，簡稱「GTA 2」）是由一間蘇格蘭公司DMA Design（現稱Rockstar North）設計，並由Rockstar Games在1999年推出。玩家在遊戲中扮演著一個罪惡角色在城市中活動。遊戲裡面有一些任務，例如搶劫銀行、殺人等。《俠盜獵車手2》賣出超過300萬冊，被打入“PS1精選”之一。
《俠盜獵車手2》是系列中第一個使用3D圖形技術，將遊戲的視覺效果更逼真，就像《俠盜獵車手III》一樣以3D的環境，但是遊戲並不是第三人稱視野，而是跟《俠盜獵車手》一樣使用自上而下的角度。

## 遊戲內容

### 遊戲設定
遊戲設置在一個未来的城市，叫做Anywhere City，這城市分為三大區域，分別為：市中心區、住宅區及工業區。而主角的名字叫做克劳德·斯皮德（Claude Speed）。

## 遊戲性

### 介紹
遊戲保留了前作的內容，包括自上而下的角度、電話任務等等。但是本作也增加了新的要素，有添加新車及新任務，還有較好的畫質。而天氣方面，在PlayStation平台遊戲只會有白天，而在Dreamcast平台遊戲只會有晚上。可是在PC版本，玩家可以設定白天或晚上。此功能在《俠盜獵車手III》大幅度的改良，有一天的天氣變化。
像前作一樣，玩家可以探索城市，可以完成主線任務或是完成支線任務。本作也新增可存檔的功能，只不過需要花費50000元才能存檔。本作也新增「尊重」的功能，攻擊敵對幫派可以增加威望，可是這樣做敵對幫派就會攻擊玩家。
每一區都有最高的通緝星星，例如：在市中心區的星星最高上限是4顆星，解鎖住宅區會有5顆星，解鎖工業區則會有6顆星，此功能也在《俠盜獵車手III》也有出現。

### 任務
每一區有3個幫派，就是說有3個不同的幫派任務。完成這三個不同的任務後，遊戲會給玩家一個任務，要去殺掉這三個雇主。任務完成後，即可前往下一區，一直這樣直到完成工業區的最後任務才算遊戲通關。

## 評價
《俠盜獵車手2》得到了褒貶不一的評價。 GameRankings給了PC和PlayStation較好的評價(從 69.92%到71.50%)，但給了GBC版本低分 (35.00%)。GameSpot也給了好的分數，PC版本的分數是6.8。PlayStation 和Dreamcast則為6.9分。

## 外部連結
- （英文）遊戲官方網站 （页面存档备份，存于）